# MasterCard
A MasterCard Incorporated (2016 óta mastercard-ként stilizálva, ugyanezen évtől kezdve hivatalosan Mastercard)
 amerikai pénzügyi vállalat, bankkártyák kiadásával foglalkozik.
Legnagyobb riválisának a szintén amerikai Visa számít, de az American Express és a Discover, illetve a japán JCB és a kínai UnionPay (a világ legnagyobb bankkártya-kibocsátó cége) is riválisok. Maestro, Cirrus, Mondex és Masterpass neveken leányvállalatai is akadnak. A Mondex kivételével 2016 óta a leányvállalatok is új logót kaptak, illetve a kisbetűs alakot is megkapták (maestro, cirrus és masterpass). Megszűnt leányvállalata a MasterCard Electronic. Székhelye a New York állambeli Purchase-ben található.

## Története

A MasterCard korábbi logója

1966-ban alapította az Interbank, a Visa vetélytársaként. Eleinte „Master Charge” néven működött, viszont 1979-ben MasterCardra változtatták. Az Eurocarddal való együttműködésük miatt sokáig „Eurocard MasterCard” néven tüntették fel a kártyát elfogadó helyek a nevet (ez a matrica manapság is látható egyes helyeken). 2006-ban MasterCard Worldwide-ra változtatták a nevüket, ezt a globális terjeszkedés érdekében tették. Ugyanebben az évben nyilvános részvénytársaság (public company) lettek. A cég nyilvánossá válása előtt egy több mint 25 000 bank által birtokolt szövetkezet volt a MasterCard. 2016-ban új logót kapott, és leányvállalatai (Maestro, Cirrus) szintén. A cég azzal indokolta a névben a „kisbetűsítést”, hogy „a Mastercard több, mint egy kártya vagy egy műanyagdarabka a pénztárcában”.
2018-ban vezették be a Mastercard Részletfizetés szolgáltatást.
2019 januárjában a cég bejelentette, hogy elhagyják a „mastercard” feliratot a logójukon, és csak az ikonikus piros és sárga körök maradnak. A vállalat ezt az Apple, Nike és Target cégek stratégiájához hasonlította, amelyek szintén elhagyták a nevüket a logójukból. A cég a felirat eltávolítását azzal indokolta, hogy „egy olyan bankkártya utáni világot képzelt el, ahol a digitális fizetés lesz az uralkodó”.
2019-ben bevezették Magyarországon a Mastercard presztízs kártyáját, a World Elite-et.
Ukrajna 2022-es orosz invázióját követően a Mastercard eleget tett az Egyesült Államok szankcióinak, és megtiltotta a kártyák kibocsátását vagy használatát Oroszországban, beleértve a más országokból származó külföldi kártyákat is. A Mastercard felfüggesztette minden üzleti tevékenységét Oroszországban, amely bevételének 4%-át tette ki, maguk a bankkártyák azonban továbbra is működnek Oroszországban, mivel a belső tranzakciókat áthelyezték az Orosz Nemzeti Kártyás Fizetési Rendszerbe.

## Szponzoráció
A MasterCard szponzorációjáról is ismert lett, főleg az UEFA Champions League-et szponzorálják. 1997-ben egy rövid életű Formula–1-es csapat is működött, MasterCard Lola néven, később a Jordan csapat egyik támogatója volt 1998 és 2001 között.
2024. július 24-én bejelentették, hogy a McLaren Formula–1-es csapatának a szponzora lesz a MasterCard.

## Reklámozás
Szlogenjük a „megfizethetetlen” (priceless). További variáció a „Van, amit nem lehet pénzért megvenni. Minden másra ott a MasterCard.” Ezt a két szlogent gyakran kiparodizálták, hazánkban és külföldön egyaránt. A szlogen 1997 óta a mai napig ugyanaz, ma azonban a „Van, amit nem lehet pénzért megvenni. Minden másra ott a MasterCard.” szlogent már nem használja a cég.
A jelenlegi szlogenjük: „Start Something Priceless”.